# Marie-Antoine Carême

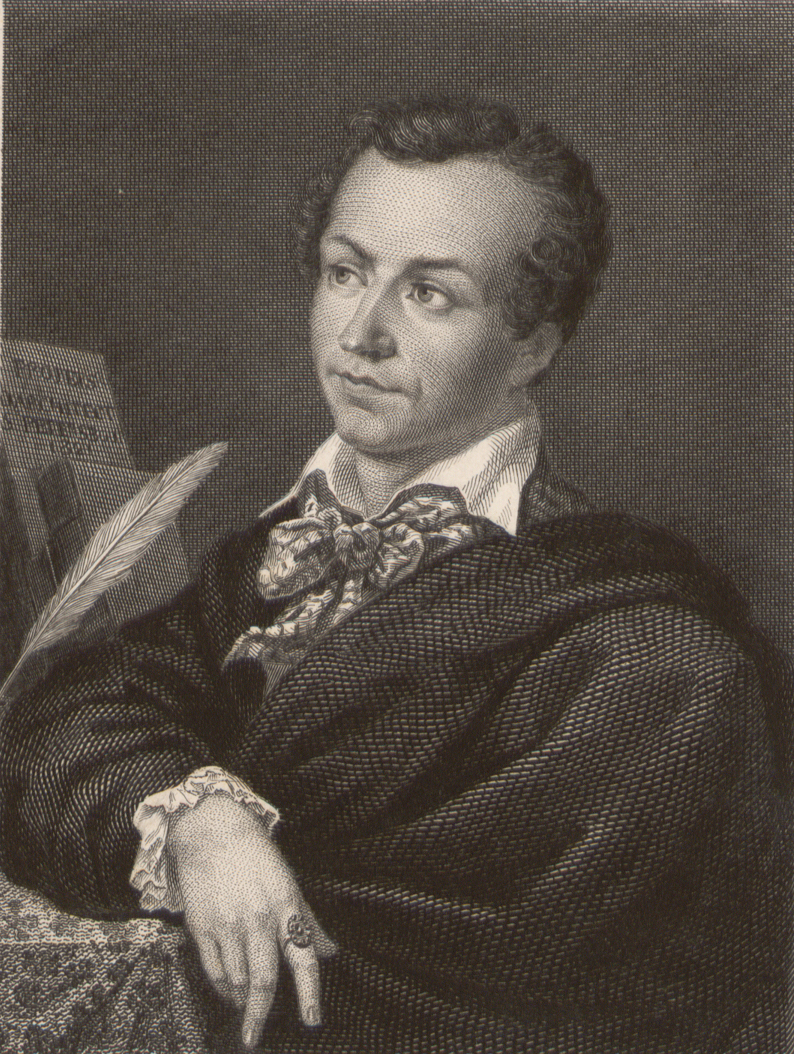
Marie-Antoine Carême

Marie-Antoine (Antonin) Carême (Parijs, 8 juni 1784 – aldaar, 12 januari 1833) was een beroemde Franse chef-kok, patissier en schrijver van bekende boeken op het gebied van de kookkunst. In zijn jeugd was hij leerling bij chef Sylvain Bailly te Parijs. Zijn "werk" viel op bij lekkerbekken van naam en faam en zijn ster was rijzende. Carême werd bekend, omdat hij de eerste was om orde te brengen in gerechten; zo bedacht hij een verdeling van sauzen die vandaag de dag nog steeds wordt aangehouden. Ook bedacht hij een standaard voor het noteren van recepturen. Na hem volgden velen zijn voorbeeld over de notatie van recepten. Ook bracht hij veranderingen aan in de kokskleding (hij bedacht onder andere de toque). Naast een veelbetekenend chef was hij vooral meester-patissier. Zijn opvattingen resulteerden vaak in pompeuze, grote creaties, de zogenaamde 'pièces montées', spectaculaire bouwwerken van cake, nougat, marsepein, meringues en amandelspijs, soms wel tientallen centimeters hoog, die in de eerste plaats bedoeld waren als tafelversiering.
Carême bracht escargot terug op de kaart in 1814, toen hij escargot a la Bourguignonne bereidde voor een gastronomisch diner georganiseerd door de Franse politicus Talleyrand voor de Russische tsaar Alexander I. Escargot werd sindsdien symbool van de Franse gastronomie.
Door zijn vijf boeken, gewijd aan de kookkunst, banketbakkerij en de theorie van deze ambachten, heeft Carême een grote bijdrage aan de culinaire wereld geleverd. Velen erkennen hem als de grondlegger van de klassieke Franse keuken. Vanwege zijn diensten voor vele koningen en hertogen kreeg hij de bijnaam "koning der koks en kok der koningen"; een eretitel die later ook werd gegeven aan Auguste Escoffier. Hij overleed in 1833 op 48-jarige leeftijd.